# Plaza La Soledad
La plaza La Soledad es una plaza que se encuentra en la urbanización La Soledad, del municipio Girardot, en Maracay, estado Aragua, Venezuela. Está catalogada como un monumento del estado Aragua, indentificado por el código ARAGIA-0167.
La plaza fue construida en 1976 como área al servicio de la zona residencial adyacente. Se trata de un pequeño espacio que consta de mobiliario urbano, alumbrado público y paisajismo que enmarcan el monumento en honor a Cristóbal Mendoza, primer presidente de Venezuela tras la declaración de independencia respecto del Imperio español.
Este espacio público es utilizado como lugar para la venta de ciertos artículos y artesanía. De igual manera cumple su carácter recreativo para los habitantes de la zona.